# Comiso
Comiso település Olaszországban, Szicília régióban, Ragusa megyében. Lakosainak száma 30 016 fő (2023. január 1.). Comiso Chiaramonte Gulfi, Ragusa és Vittoria községekkel határos.

## Népesség
A település lakossága az elmúlt években az alábbi módon változott:
| Lakosok száma | 30 156 | 29 845 | 30 016 |
|               | 2015   | 2018   | 2023   |